# 933 Сюзі
933 Сюзі (933 Susi) — астероїд головного поясу, відкритий 10 лютого 1927 року.
Тіссеранів параметр щодо Юпітера — 3,522.